# Cogua
Cogua è un comune della Colombia facente parte del dipartimento di Cundinamarca.
Il centro abitato venne fondato da Lucas de Ozuna nel 1553, mentre l'istituzione del comune è del 28 novembre 1922.